# 김덕기 (아나운서)
김덕기(1983년 6월 10일 ~ )은 대한민국 CBS의 아나운서이다.

## 학력
- 국민대학교 경영학

## 경력
- 2010년 : CBS 아나운서

## 진행

### 라디오
- 밤의 동산에서
- 내 마음의 한노래
- 김덕기의 아침뉴스